# Dybvad Hovedgård
 For alternative betydninger, se Dybvad (flertydig). (Se også artikler, som begynder med Dybvad)
Dybvad Hovedgård beliggende i Skæve Sogn, Dronninglund Herred, Hjørring Amt er en herregård.
Dybvad var formentlig i middelalderen en landsby, i 1408 omtales en ødegård i Dybvad, som en del af en gave Dronning Margrete i 1393 havde skænket til Børglum bispestol.

## Ejere af Dybvad Hovedgård
- 1393 Børglum bispestol
- 1536 Kronen
- 1578 Karen Krabbe og Ingeborg Skeel
- 1604 Hans Axelsen Arenfeldt
- 1611 Ellen  Arenfeldt
- 1634 Jørgen Arenfeldt
- 1658 Rigborg Lindenov
- 1661 Ellen Arenfeldt
- 1663 Manderup Parsberg
- 1677 Otte Ottesen Skeel
- 1696 Ide Sophie Albertsdatter – Christian Reedtz
- 1704 Ove Ottesen Skeel
- 1704 Sophie Christiansdatter Reedtz og Carl Ferdinand Stauffenberg
- 1733 Jens Pedersen Todberg
- 1745 Margrethe Foss
- 1748 Jens Jacobsen Gleerup
- 1776 Jørgen Gleerup
- 1798 Inger Lauridsdatter Wadum
- 1813 Jens og Lauritz Gleerup
- 1837 Adolph Nicolai Winkel
- 1837 Janus Henrik Winkel
- 1900 Søren Winkel
- 1937 Statens Jordlovsudvalg
- 1948 A. Kjærgaard-Jensen
- 1956 Hjørring Kvægavlsforening